# بوربون دلفین
بوربون دلفین (به انگلیسی: Bourbon Dolphin) یک کشتی بود که طول آن ۷۵٫۲ متر (۲۴۷ فوت) بود. این کشتی در سال ۲۰۰۶ ساخته شد.